# Jan Hahn
Jan Hahn (n. 22 septembrie 1973, Leipzig, RDG – d. 4 mai 2021, Köln, Germania) a fost un prezentator de televiziune și radio german.